# Paolo Galbiati
Paolo Galbiati (Vimercate, 20 febbraio 1984) è un allenatore di pallacanestro italiano.

## Carriera

### Club
Dopo le esperienze nelle giovanili del Bernareggio approda alle giovanili dell'Olimpia Milano nella stagione 2010/11 con le quali vince lo Scudetto Under 17 nel 2013.
Nella stagione 2017/18 arriva la chiamata della Auxilium Torino come vice allenatore di Luca Banchi. Il 5 febbraio viene chiamato a sostituire Carlo Recalcati alla guida della compagine torinese.
Il 18 febbraio 2018 vince la Coppa Italia contro il Basket Brescia Leonessa diventando il primo coach della Auxilium a vincere un trofeo.
Nella stagione successiva torna nel ruolo di vice allenatore di Larry Brown prolungando il contratto con l'Auxilium fino al 2021. Nel corso della stagione sostituisce il tecnico americano, quando questi si reca negli Stati Uniti per accertamenti medici, vincendo due partite su tre. A fine dicembre l'Auxilium Torino dopo aver rescisso il contratto con Larry Brown assegna nuovamente il ruolo di Head Coach a Galbiati.
Dalla stagione 2019-2020 diventa Head coach della Pallacanestro Biella in Serie A2.
Nella Stagione 2020-21, viene promosso ad allenare in Serie A la Vanoli Cremona.
Nell'estate 2022 decide di sposare la causa della Pallacanestro Varese, diventando il vice allenatore di Matt Brase con la funzione di associate head coach: la scelta si rivelerà azzeccata sia per la carriera di Galbiati che per l'annata dei varesini. L'allenatore brianzolo si rivelerà più di un vice dimostrandosi a tutti gli effetti al pari e di grande supporto per Brase e fondamentale per l'ottima stagione della compagine varesina, che solo a causa della penalizzazione per il caso Milenko Tepić vedrà sfumare il sogno playoff.
Il 1º giugno 2023 lascia Varese per diventare allenatore dell'Aquila Basket Trento, con un contratto triennale. Nella prima parte di stagione Trento si rende protagonista di un avvio sorprendente, conquistando ben 15 delle 27 gare disputate nei primi 3 mesi di stagione regolare (55,5% di vittorie). Conquista la qualificazione alle Final Eight di Coppa Italia con 2 giornate di anticipo grazie alla vittoria su Napoli del 23 dicembre. In Eurocup invece il bilancio al termine dell'anno solare 2023 è di 6 vittorie e 7 sconfitte (46% di vittorie). Alla fine del girone di andata Trento si posiziona quinta in graduatoria , e ai quarti delle Final Eight incontra l'Olimpia Milano, uscendo sconfitta. In Eurocup la squadra non riesce ad accedere alla fase dei playoffs a causa della differenza canestri sfavorevole con le dirette rivali Salonicco ed Ankara.
Nella seconda parte di stagione, complice una serie di infortuni e una condizione fisica non ottimale, Trento incappa, tra dicembre e gennaio, in una serie di 5 sconfitte consecutive che la fanno scivolare momentaneamente fuori dalla griglia playoff. Nonostante il periodo difficile,  Il 27 febbraio 2024 viene annunciato il prolungamento del contratto di Galbiati fino al 2027. Dopo la finestra per le nazionali l'Aquila, aiutata dall'apporto decisivo del nuovo innesto Mooney (arrivato per sopperire all' infortunio di Quinn Ellis) corregge il tiro e, grazie anche ad un'imbattibilità casalinga durata più di due mesi e mezzo, riesce a centrare l'obbiettivo della qualificazione ai playoff con 2 giornate di anticipo, l'ottava in dieci stagioni e la seconda consecutiva. Al termine della stagione regolare il bilancio in campionato è di 15 vittorie e 15 sconfitte, che valgono alla compagine di Galbiati la settima posizione in graduatoria e, come in Coppa Italia, l'accoppiamento con Milano. Nella serie playoff, la compagine trentina ottiene un clamoroso successo esterno in gara 1 all'Unipol Forum grazie ad una prodezza nel finale di Baldwin; in gara 2 cede per 104 a 93 riuscendo comunque a ridurre notevolmente lo scarto nell'ultimo quarto di gioco. Nelle due gare giocate a Trento, però, la superiorità in termini quantitativi e qualitativi dell'Olimpia si fa sentire, e Trento è infine costretta ad arrendersi per 3-1, chiudendo così la sua comunque ottima stagione.
Nella stagione 2024-2025, l'avvio di Trento a livello nazionale è da record: la squadra di Galbiati infatti, guidata soprattutto dai nuovi arrivati Jordan Ford e Anthony Lamb, vince consecutivamente le prime 10 gare di Serie A, arrendendosi per la prima volta all'11ª giornata contro Trapani Shark. Con questa striscia Trento batte il record societario di vittorie consecutive in campionato ( l'ultima era stata di 7 vittorie in fila nel 2018), e si rende protagonista del miglior inizio di sempre della propria storia in Serie A. La formazione trentina, ottenute anche delle vittorie di prestigio come quelle contro i campioni d'Italia dell'Olimpia Milano (91-57) e contro la Virtus Bologna (87-79), termina il girone d'andata al terzo posto con 22 punti, frutto di 11 vittorie in 15 partite, qualificandosi dunque per la Coppa Italia : per l'Aquila si tratta del miglior score di sempre dopo 15 partite giocate( il precedente record di 18 punti era già stato eguagliato la stagione precedente, sempre con Galbiati alla guida); inoltre mai era successo che Trento si qualificasse alla Coppa Italia o ai Playoffs terminando al di sopra del quarto posto.
Trento continua il suo cammino favoloso a livello nazionale nella Coppa Italia, alla quale arriva dopo essersi ripresa il primo posto in solitaria in campionato. Dopo aver eliminato Reggio ai quarti (85-80) e Trieste in semifinale (82-79), la squadra di Galbiati batte anche Milano in finale per 79 a 63 e conquista il primo trofeo della sua storia. Per Galbiati è il secondo successo dopo quello con Torino del 2018. Trento terminerà poi la stagione al quarto posto a quota 44 punti, sancendo un nuovo record, quello di vittorie in Regular Season ( ben 22, a fronte di sole 8 sconfitte). Agli LBA  Awards Trento fa incetto di premi, tra cui quello di Miglior Coach a Galbiati. Ai quarti la squadra di Galbiati ritrova Milano: dopo la vittoria di Milano in gara 1, Trento riporta la serie in parità in gara 2 con un canestro sulla sirena di Myles Cale; spostatasi la serie al Forum d'Assago, in gara 3 c'è una netta affermazione di Milano, che chiude poi la serie in gara 4 sul 3-1.
In Eurocup la squadra termina il proprio cammino nella Regular Season, terminando nona con un computo di  6 vittorie e 12 sconfitte..
Il 2 maggio 2025 viene annunciato che Galbiati lascerà l'Aquila Basket al termine della stagione.

### Nazionale
Nel 2018 viene nominato assistente allenatore della Nazionale Under 18 italiana.
Dal 2021 al 2022 è poi assistente nella Nazionale Maggiore, con la quale, al fianco del CT Sacchetti, partecipa alle Olimpiadi di Tokyo del 2021. Nel 2022 lascia la nazionale per propria volontà
Il 14 dicembre 2023 viene nominato Commissario Tecnico dell'Italia under 20, succedendo ad Alessandro Magro. Guida la selezione ai campionati europei del 2024 in Polonia, terminando nono. L'anno successivo lascia la guida della Nazionale, che passa al suo vice Alessandro Rossi

## Palmarès

### Competizioni nazionali
- Coppa Italia: 2

Auxilium Torino: 2018
Aquila Trento: 2025

### Competizioni giovanili
- Campionato italiano Under 17: 1

Olimpia Milano: 2013

### Individuale
- Miglior Allenatore Lega Basket Serie A FIP: 1

Aquila Trento: 2024-2025